# Zábava
Zábava je takový druh trávení času, do něhož se lidé nemusí nutit, protože je sama přitahuje, přináší radost, uspokojení nebo oddech. Zábava může být pasivní, kdy se člověk nechává[zdroj⁠?!] bavit jako divák nebo posluchač, anebo aktivní, kdy je například účastníkem nějaké hry nebo sportu. Zábava souvisí s odpočinkem a s volným časem. Činnosti jako hra, aktivní sport nebo četba literatury ale patří spíše k rekreaci, neboť vyžadují i jistou dovednost a aktivní účast.
Dříve se zábavou rozuměla především taneční zábava. Rostoucí podíl volného času v moderních společnostech vedl ke vzniku zábavního průmyslu, což je významné odvětví hospodářství, které nabízí lidem pasivní zábavu.[zdroj⁠?!]
Zábava, též vesnická tancovačka povětšinou pod širým nebem.

## Lidské vnímání
Co je či není zábava je nicméně velmi individuální, za zábavu resp. zábavnou činnost mohou někteří lidé pokládat to, co převážná většina ostatních lidí za zábavu vůbec nepovažuje. V přeneseném smyslu může být pro někoho zábava i jinak velmi nudná a stereotypní práce či namáhavá činnost. Vnímání toho, co je či není zábavné se navíc u každého člověka mění s časem - co bylo zábavné včera může dnes nudit a naopak, co nudí dnes může být zábavou zítřka. U pasivních forem zábavy se může velmi snadno stát, že člověka přestane bavit a začne jej nudit.

## Příklady zábavných aktivit
- film
- divadlo
- cirkus
- komedie
- tanec
- četba
- společenské hry
- deskové hry
- počítačové hry
- hudba
- televize
- rozhlas
- sport
- iluzionismus
- internet
- společenský tanec
- planking